# Murmur (album)
Murmur – pierwszy album studyjny zespołu R.E.M. z 1983 roku poprzedzony wydaniem EP Chronic Town. Uznany przez magazyn Rolling Stone za trzeci najlepszy album roku 1983, ósmy najlepszy album lat osiemdziesiątych i 197. album wszech czasów.

## Lista utworów

### Strona A
1. „Radio Free Europe” – 4:06
2. „Pilgrimage” – 4:30
3. „Laughing” – 3:57
4. „Talk About the Passion” – 3:23
5. „Moral Kiosk” – 3:31
6. „Perfect Circle” – 3:29

### Strona B
1. „Catapult” – 3:55
2. „Sitting Still” – 3:17
3. „9-9” – 3:03
4. „Shaking Through” – 4:30
5. „We Walk” – 3:02
6. „West of the Fields” – 3:17

## Twórcy
- Michael Stipe – wokal
- Bill Berry – perkusja, bas, pianino, wokal
- Peter Buck – gitara
- Mike Mills – gitara basowa, pianino, wokal